# Halimocnemis latifolia
Halimocnemis latifolia är en amarantväxtart som beskrevs av Modest Mikhaĭlovich Iljin. Halimocnemis latifolia ingår i släktet Halimocnemis och familjen amarantväxter. Inga underarter finns listade i Catalogue of Life.